# Axel Merckx
Axel Merckx (Uccle, 8 agosto 1972) è un dirigente sportivo ed ex ciclista su strada belga.
Professionista dal 1993 al 2007, conta nel suo palmarès una medaglia di bronzo nella prova in linea ai Giochi olimpici di Atene 2004, un titolo nazionale in linea e una vittoria di tappa al Giro d'Italia.

## Carriera
Figlio di Eddy Merckx, grande campione del ciclismo degli anni sessanta e settanta, debuttò nel ciclismo nel 1993 con la Motorola. Nel corso della carriera vinse competizioni a tappe come il Tour de Wallonie ed il Tour de l'Ain, ed alcune gare in linea. Tra queste spicca il campionato nazionale belga nel 2000 e, nel corso dello stesso anno, l'ottava tappa del Giro d'Italia, ottenuta il 22 maggio nella Corinaldo-Prato grazie ad una fuga da lontano.
Il 14 agosto 2004 si aggiudicò inoltre la medaglia di bronzo nella prova individuale su strada ai Giochi Olimpici di Atene. Il 9 agosto 2007 annunciò il ritiro dal ciclismo professionistico.
Dopo il ritiro si è trasferito negli Stati Uniti: qui dal 2009 svolge il ruolo di general manager e direttore sportivo per il team Hagens Berman Axeon (già noto in passato come Trek-Livestrong, Bontrager, Bissell e Axeon).

## Palmarès
- 1992

9ª tappa Tour de l'Avenir
- 1995

1ª tappa Tour de la Région Wallonne
- 1996

2ª prova Gran Premio Sanson
- 1998

3ª tappa Giro di Baviera
- 2000

Campionati belgi, Prova in linea
Classifica generale Tour de la Région Wallonne
8ª tappa Giro d'Italia (Corinaldo > Prato)
Criterium di Aalst
- 2001

Grand Prix de Wallonie
Criterium Ronde d'Aix en Provence
- 2003

Classifica generale Tour de l'Ain
- 2005

5ª tappa Critérium du Dauphiné Libéré
Criterium di Aalst
- 2006

Criterium di Wolvertem
- 2007

Criterium di Lommel

## Piazzamenti

### Grandi Giri
- Giro d'Italia

1997: 19º
2000: 25º
2006: non partito (15ª tappa)
2007: 50º
- Tour de France

1998: 10º
1999: ritirato (10ª tappa)
2001: 22º
2002: 28º
2003: fuori tempo (15ª tappa)
2004: 21º
2005: 39º
2006: 31º
2007: 62º
- Vuelta a España

1995: 21º
1996: 17º

### Classiche monumento
- Milano-Sanremo

1995: 21º
1996: 19º
1997: 37º
1998: 165º
2004: 30º
2005: 29º
- Giro delle Fiandre

1997: 68º
- Liegi-Bastogne-Liegi

1995: 34º
1996: 7º
1997: 16º
1998: 40º
1999: 50º
2000: 5º
2001: 42º
2002: 16º
2003: 31º
2004: 55º
2006: 33º
2007: 54º
- Giro di Lombardia

1996: 3º
1997: 6º
2003: 47º

### Competizioni mondiali
- Campionati del mondo

Oslo 1993 - In linea Dilettanti: 18º
Agrigento 1994 - In linea: ritirato
Lugano 1996 - In linea: 4º
San Sebastián 1997 - In linea: 53º
Plouay 2000 - In linea: 12º
Lisbona 2001 - In linea: ritirato
Hamilton 2003 - In linea: ritirato
- Giochi olimpici

Sydney 2000 - In linea: 12º
Atene 2004 - In linea: 3º

## Riconoscimenti
- Sprint d'Or nel 2000
- Trofeo belga per il Merito sportivo nel 2004